# Tokudaiji Kimitaka
Tokudaiji Kimitaka (徳大寺公孝, [[[1253]] - 1305] Erro: {{japonês}}: texto da transliteração contém caractere não latino (pos 19) (ajuda)), também conhecido como Fujiwara no Kimitaka, foi um nobre do Período Kamakura da história do Japão, foi líder do Ramo Tokudaiji do Clã Fujiwara.

## Vida
Kimitaka era filho do Daijō Daijin Sanemoto.
Em 1257 foi nomeado Chamberlain, em 1264 passa a trabalhar na administração da província de Sagami e em 1267 foi nomeado Sangi.
Em 1269 foi promovido a Chūnagon e em 1283 se torna Dainagon e em 1291 é promovido a Naidaijin e em 1300 a Udaijin até 1302 quando é nomeado Daijō Daijin.
| Precedido por Tokudaiji Sanemoto    | -- 6º Líder dos Tokudaiji Fujiwara | Sucedido por Tokudaiji Sanetaka   |
| Precedido por Tsuchimikado Sadazane | 55º Daijō Daijin (1302 - 1304)     | Sucedido por Ichijō Jikka         |
| Precedido por Saionji Kinhira       | 118º Udaijin (1300 - 1302 )        | Sucedido por Takatsukasa Fuyuhira |
| Precedido por Saionji Sanekane      | 75º Naidaijin (1291 - 1292)        | Sucedido por Kujō Moronori        |